# Tá tràng
Tá tràng (Duodenum) là phần đầu của ruột non, kéo dài từ môn vị của dạ dày đến góc tá tràng - hỗng tràng. Tá tràng là một thành phần quan trọng trong hệ tiêu hóa vì là nơi dịch tụy và dịch mật đổ vào tại nhú tá lớn và nhú tá bé trên tá tràng.
Tá tràng liên quan mật thiết với tụy về nhiều mặt: giải phẫu, sinh lý, bệnh lý nên thường gọi chung là khối tá-tụy

## Giải phẫu
Về mặt giải phẫu, tá tràng được miêu tả như một chữ C, vắt ngang qua đốt sống và được chia làm 4 phần theo hình dạng: Tá tràng trên(đoạn D1), tá tràng xuống(D2), tá tràng ngang(D3) và tá tràng lên (D4). 
D1: nối tiếp với môn vị, 2/3 tá tràng trên phình to tạo thành hành tá tràng(là thành phần di động). D1 nằm ngang, hơi chếch lên ra sau sang phải ngang mức đốt sống thắt lưng 1, ngay dưới gan. 
. 
Tá tràng xuống(D2) là thành phần dính chặt với tụy, chạy xuống, dọc bờ phải đốt sống TL1 đến đốt sống TL3, nằm trước thận phải, ở đây còn có nhú tá lớn và bé, là lỗ đổ của dịch tụy và dịch mật. 
Tá tràng ngang (D3): vắt ngang qua cột sống thắt lưng, từ phải sang trái, ngang sụn gian đốt sống TL3 - TL4, đè lên động mạch chủ bụng và tĩnh mạch chủ dưới, phía trước có động mạch mạc treo tràng trên. 
Tá tràng lên (D4): chạy lên trên hơi chếch sang trái để tới góc tá hỗng tràng nằm bên trái cột sống, cạnh động mạch chủ, mạc treo tiểu tràng bám vào góc tá hỗng tràng. 
Kích thước: dài 25cm, đường kính từ 3 - 4 cm.  
có 5 lớp từ ngoài vào trong gồm: 
- lớp thanh mạc: (phúc mạc tạng) che phủ mặt trước và mặt sau thì dính vào thành bụng sau thành mạc dính tá tụy.
- tấm dưới thanh mạc kém phát triển
- lớp cơ: có 2 lớp. thớ cơ dọc ở nông. thớ cơ vòng ở sâu
- tấm dưới niêm mạc chứa nhiều mạch máu, thần kinh và các tuyến tá tràng.
- lớp niêm mạc màu hồng mịn xếp thành các nếp tạo thành nếp vòng có ở phần xướng tá tràng làm tăng diện tích hấp thu. ngoài ra còn có các nếp dọc ở thành sau phần xuống tận hết ở nhú tá lớn. Nhú tá lớn: hính nón , ở giữa có bóng gan tụy là nơi đổ vào của ống mật chủ và ống tụy chính. Nhú tá  bé: ở trên nhú tá lớn 3cm, đỉnh nhú có lỗ thông của ống tụy phụ. Dưới kính lúp niêm mạc tá tràng có những nhú nhỏ như những sợi lông phủ lên lòng tá tràng gọi là Mao tràng, làm tăng diện tích hấp thu lên nhiều lần.

## Chức năng sinh lý
- Là nơi dịch mật và dịch tụy đổ vào ruột non.
- Hấp thu nước và một số chất dinh dưỡng.